# Gian Marco Berti
Gian Marco Berti (11 de novembro de 1982) é um atirador esportivo san-marinense, medalhista olímpico.

## Carreira
Marco Berti participou dos Jogos Olímpicos de Verão de 2020 em Tóquio, onde participou da prova de fossa olímpica em duplas mistas ao lado de Alessandra Perilli, conquistando a medalha de prata.